# Стрельба в христианской школе «Изобилие жизни»
Стрельба в христианской школе «Изобилие жизни» произошла 16 декабря 2024 года в Мэдисоне, штат Висконсин, США. По последним данным, как минимум три человека, включая преступницу, погибли, шестеро получили ранения. По данным CNN, эта стрельба стала по меньшей мере 83-й школьной стрельбой в США в 2024 году.

## Предыстория
Христианская школа «Изобилие жизни» — частная школа, основанная в 1978 году. Главное здание школы расположено рядом с городской церковью Мэдисона, а территория кампуса в 28 акров делится с учебным центром Campus for Kids, центром для детей с младенчества до детского сада и церковью. В школе обучается около 200 семей из более чем 50 местных общин, в которых на момент стрельбы было около 390 учеников. Школа входит в состав организации Trailways Conference, в которую входят другие частные школы в этом районе.

## Стрельба
По данным полицейского управления Мэдисона, звонок в 911 поступил из школы в 10:57 утра по местному времени. Прибыв в школу, примерно в 11:00, полицейские обнаружили нападавшую мёртвой, предположительно после самоубийства. Подозреваемая была опознана только как подросток и ученик школы. Никто из прибывших офицеров не применил оружие. После первоначальной проверки школы полицейские сообщили, что угрозы для населения больше нет. По сообщениям различных местных новостных агентств, сигнал общественной безопасности был отправлен на близлежащие телефоны примерно в 11:20 утра.

## Жертвы
Во время первой пресс-конференции представители полицейского управления Мэдисона сообщили, что число погибших составило пять человек, но позже внесли изменения в свой отчёт и заявили, что погибли по меньшей мере три человека, включая подозреваемого стрелка, и семь человек получили ранения, двое из них — в тяжёлом состоянии. По словам начальника полиции, погибшие ученик и учитель школы 42-летняя учительница Эрин Уэст и 14-летняя ученица Руби Вергару.

## Нападавшая
Представители правоохранительных органов заявили, что преступница была опознана как Натали «Саманта» Линн Рупноу (англ. Natalie Lynn "Samantha" Rupnow; 7 ноября 2009 — 16 декабря 2024), 15-летняя ученица школы.
Полиция заявила, что им известно о манифесте, предположительно написанном ей, который распространяется в социальных сетях. Манифест убийцы под названием «Война против человечества», в котором рассказывалось о токсичных и жестоких отношениях с её родителями.
За несколько месяцев до нападения в августе Рупноу вступила в оружейный клуб, когда отец взял её в тир.
Был проведён обыск в доме нападавшей, чтобы собрать компьютеры и другие личные устройства, которые будут использованы для идентификации её увлечений и жизни. Кроме того, полиция проверяет аккаунты подозреваемой в социальных сетях в поисках подсказок, которые могли бы помочь им установить мотив нападения.
В своём аккаунте в TikTok она делала репосты видео с массовыми убийцами, такими как Брентон Таррант, Эллиот Роджер и Владислав Росляков.
Её предполагаемый манифест и аккаунты в социальных сетях содержали чувства отчуждения. В сети распространилась фотография Рупноу в футболке KMFDM — такой же, как у Эрика Харриса, одного из виновников массового убийства в школе «Колумбайн».

## Расследование
После стрельбы на место происшествия выехало Бюро алкоголя, табака, огнестрельного оружия и взрывчатых веществ. Представитель бюро сообщил, что бюро ведёт поиск огнестрельного оружия, из которого велась стрельба. Семья преступницы стала сотрудничать со следствием.

## Реакция
Губернатор Висконсина Тони Эверс приказал приспустить флаги США и Висконсина до полумачты и вскоре после стрельбы опубликовал в Twitter (X) заявление, в котором заявил, что он внимательно следит за ситуацией и молится за учеников, педагогов и общину в ожидании дополнительной информации. Он написал: «Мы молимся за детей, педагогов и все сообщество школы Abundant Life в ожидании новой информации и благодарны первым лицам, которые быстро реагируют на ситуацию»
Губернатор Эверс также издал указ о том, чтобы все флаги США и штата Висконсин были приспущены до 22 декабря. Сенаторы штата Висконсин Тэмми Болдуин и Рон Джонсон опубликовали в социальных сетях отдельные заявления, в которых выразили соболезнования и молитвы всем пострадавшим, а также заявили, что будут продолжать следить за ситуацией и при необходимости помогать правоохранительным органам.
Президент США Джо Байден выступил с заявлением, в котором осудил инцидент назвав его как «шокирующий и бессовестный». Он призвал Конгресс принять немедленные меры по борьбе с насилием с применением оружия, подчеркнув необходимость усиления защиты детей в школах. Он также призвал Конгресс принять законы о безопасности оружия, такие как всеобщая проверка биографии, национальный закон о красных флагах, запрет на штурмовое оружие и магазины большой ёмкости.
Больница Святой Марии Мэдисон и Университетская больница сообщили, что после стрельбы они приняли пострадавших из школы. Начальник полиции заявил: «Каждый ребёнок, каждый человек в этом здании — жертва и будет жертвой всегда. Такие травмы просто так не проходят».